# Qobustan (rajón)
Qobustan (rusky Гобустан, ázerbájdžánsky Qobustan rayonu, v překladu Gobustánský okres) je správní jednotka na úrovni okresu v Širvánské provincii Ázerbájdžánu. Qobustan má rozlohu 1369,4 km2 a leží asi 100 km západně od hlavního města Ázerbájdžánu Baku. Žije zde přibližně 37 000 obyvatel, hustota zalidnění je 27 osob/km2.
Správním centrem je město Maraza. V blízkosti tohoto města se nachází významná památka širvanské architektury z 15. století, mausoleum Diri Baba.
Skály zde ukrývají sbírku šesti tisíc skalních kreseb starých asi čtyři tisíce let, nacházejí se zde zbytky osídlení a pohřebišť starých obyvatel od konce doby ledové až do středověku.
Dle odhadů se asi 300 bahenních sopek, z celkového počtu cca 700 na celé planetě (což je největší koncentrace bahenních sopek v jednom státě) nachází právě v Qobustanu a dalších místech Ázerbájdžánu a v okolí Kaspického moře. Podle většiny geologů má bláto z těchto bahenních sopek léčivé účinky.

## Fotogalerie

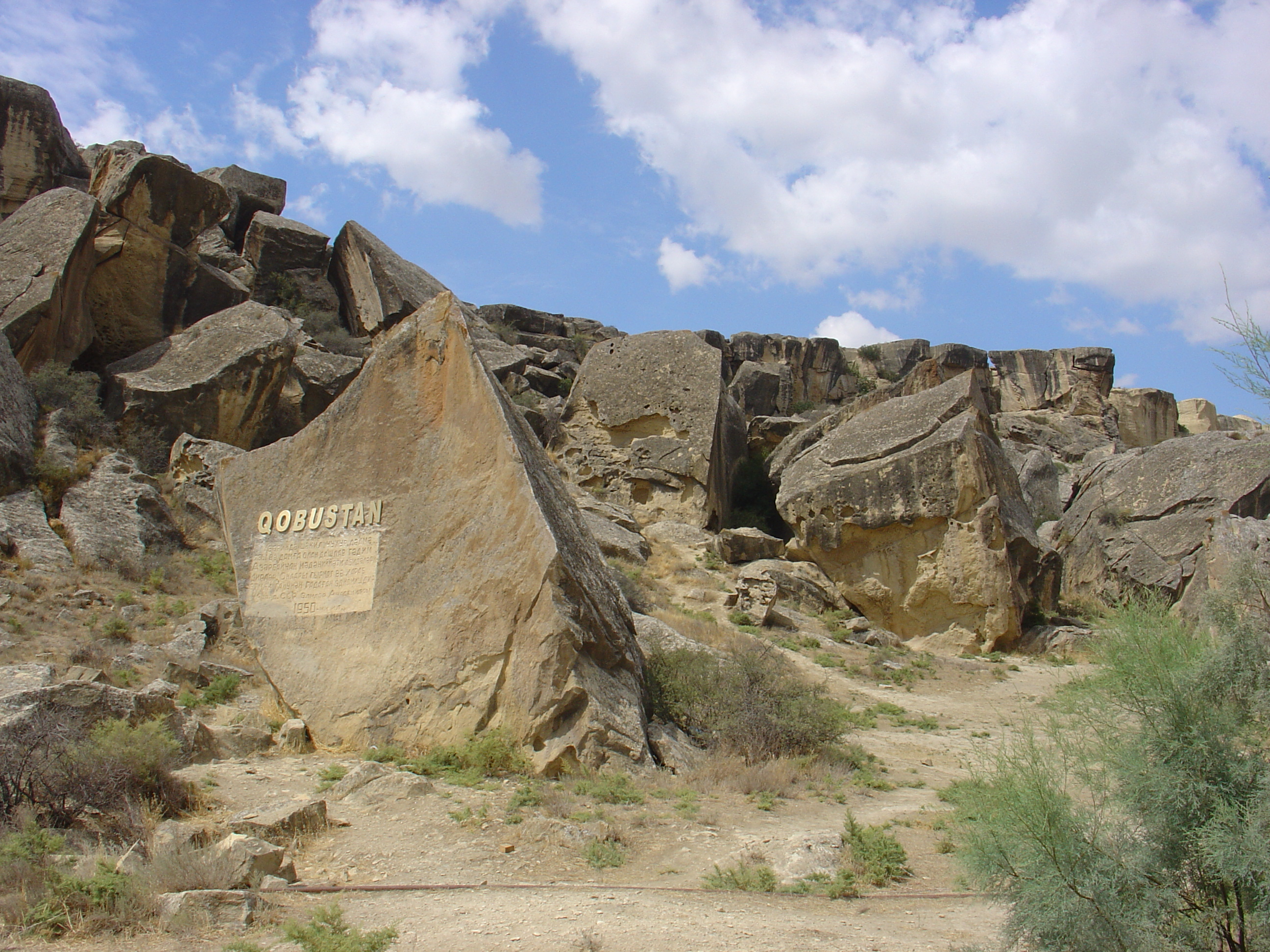
Vstup do rezervace
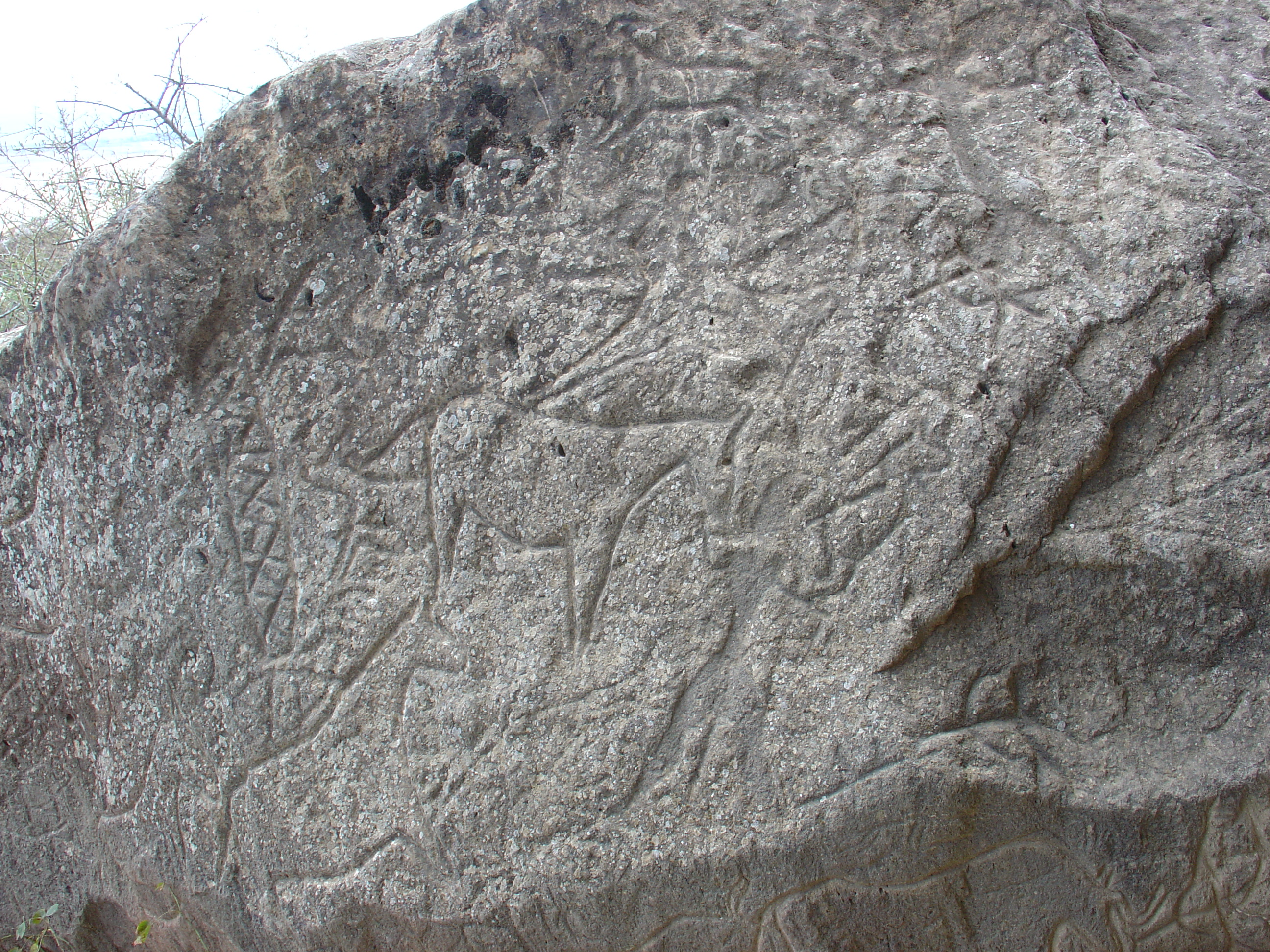
Skalní rytiny
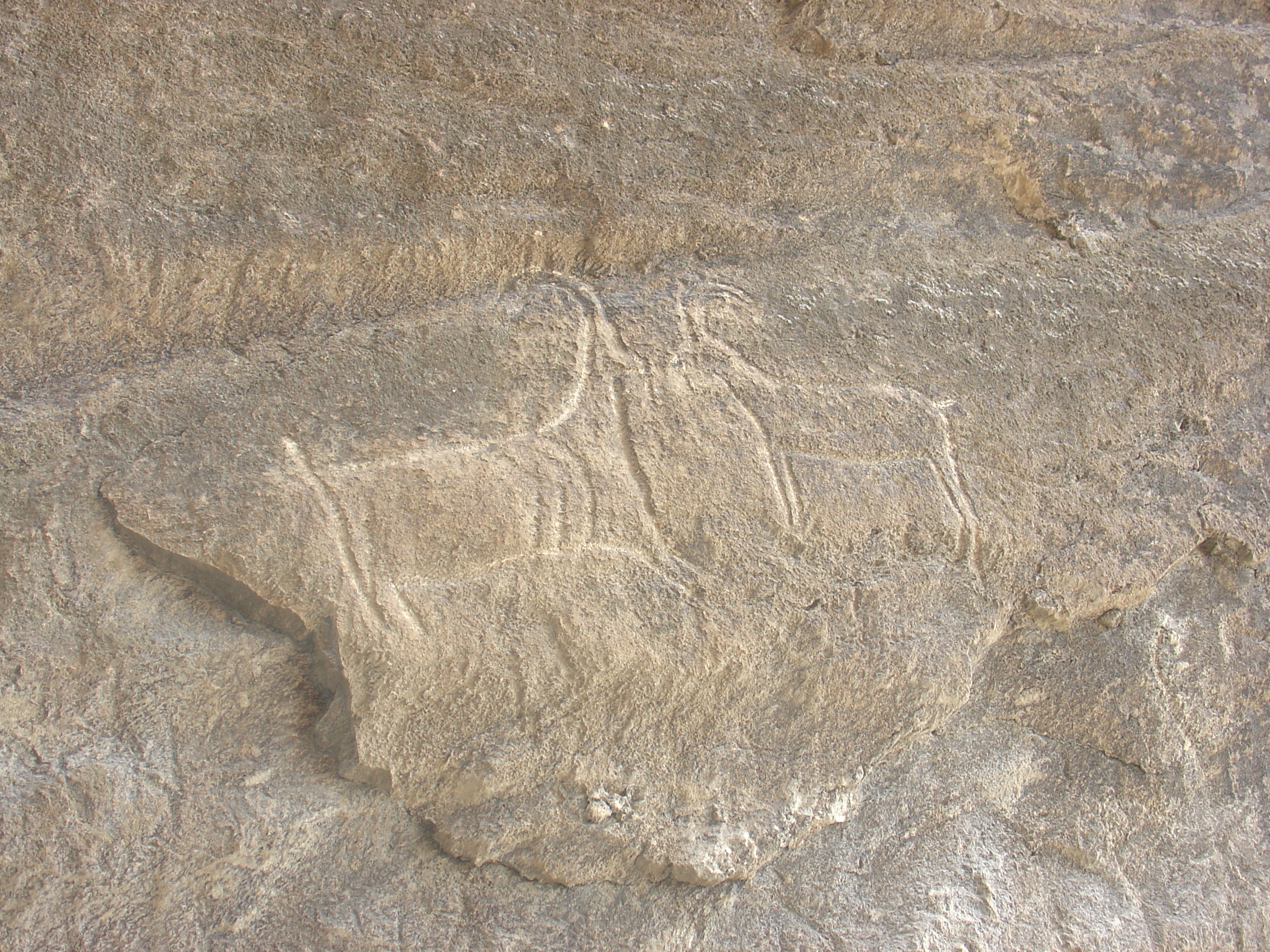
Skalní rytiny